# Il caimano del Piave
Pour plus de détails, voir Fiche technique et Distribution.
Il caimano del Piave est un melodramma strappalacrime italien réalisé par Giorgio Bianchi et sorti en 1951. 

## Synopsis
Après avoir terminé ses études, Lucilla di Torrebruna retourne à San Donà di Piave où son père, colonel de cavalerie, est sur le point d'épouser Hélène en secondes noces. Voyant son père heureux, la jeune fille supporte l'hostilité de sa belle-mère. La Première Guerre mondiale éclate et Franco, un camarade de Lucilla, quitte Trieste pour entrer en territoire italien et s'enrôler dans les Bersaglieri, mais à la suite de la défaite de Caporetto, les Autrichiens occupent la ville de San Donà et la villa de Torrebruna devient le siège du commandement militaire et Helène révèle qu'elle est une espionne pro-autrichienne.
Le colonel et Franco, devenu officier des Arditi, organisent un réseau d'espionnage en faveur des Italiens et, au cours d'un de ces raids, le colonel est blessé et c'est Lucilla qui le remplace. Elle est capturée et condamnée à mort, mais la cavalerie menée par Franco parvient à la sauver in extremis.

## Fiche technique
- Titre original italien  : Il caimano del Piave[1]
- Réalisateur : Giorgio Bianchi
- Scénario : Oreste Biancoli, Fabrizio Sarazani (it), Fulvio Palmieri (it)
- Photographie : Mario Craveri
- Montage : Adriana Novelli (it)
- Musique : Enzo Masetti
- Décors et costumes : Maria Baronj (it)
- Production : Leo Cevenini, Vittorio Martino
- Société de production : Flora Film
- Pays de production :  Italie
- Langue originale : italien
- Format : Noir et blanc - 1,37:1 - Son mono - 35 mm
- Durée : 100 minutes
- Genre : Melodramma strappalacrime
- Dates de sortie :
  - Italie : 7 mars 1951

## Distribution
- Milly Vitale : Lucilla di Torrebruna
- Frank Latimore : Franco
- Francesco Golisano (sous le nom de « Geppa ») : Giacomo Ferin, dit « Ciapin »
- Gino Cervi : Colonel de Torrebruna
- Ludmilla Dudarova : Hélène
- Harry Feist : Schubert, général autrichien
- Gina Falckenberg : Majda
- Carlo Croccolo : Esposito
- Nyta Dover : fille
- Gianni Glori : Goffredo
- Charles Rutherford : Lieutenant Stuck
- Nerio Bernardi : sénateur
- Giacomo Lauri-Volpi : capitaine italien
- Fausto Tozzi : Nane, frère de Ciapin
- Francesco Tamolillo : père de Ciapin
- Peppino Spadaro : Domenico
- Ignazio Balsamo : sergent sicilien au front
- Achille Millo : professeur
- Leo Garavaglia : prêtre
- Gino Leurini : camarade de classe de Ciapin
- Carlo Delle Piane : camarade de classe de Ciapin
- Vittorio André : invité de la maison Torrebuona
- Joop van Hulzen : officier autrichien
- Roberto Spiombi : vieil homme

## Accueil
Le film se classe 7e du box-office Italie 1951 en enregistrant 4 552 885 entrées.